# Маршал Польши
Маршал Польши (пол. Marszałek Polski) — высшее воинское звание Вооружённых сил Польши. Является «пятизвёздным» званием (по применяемой в НАТО кодировке — OF-10).

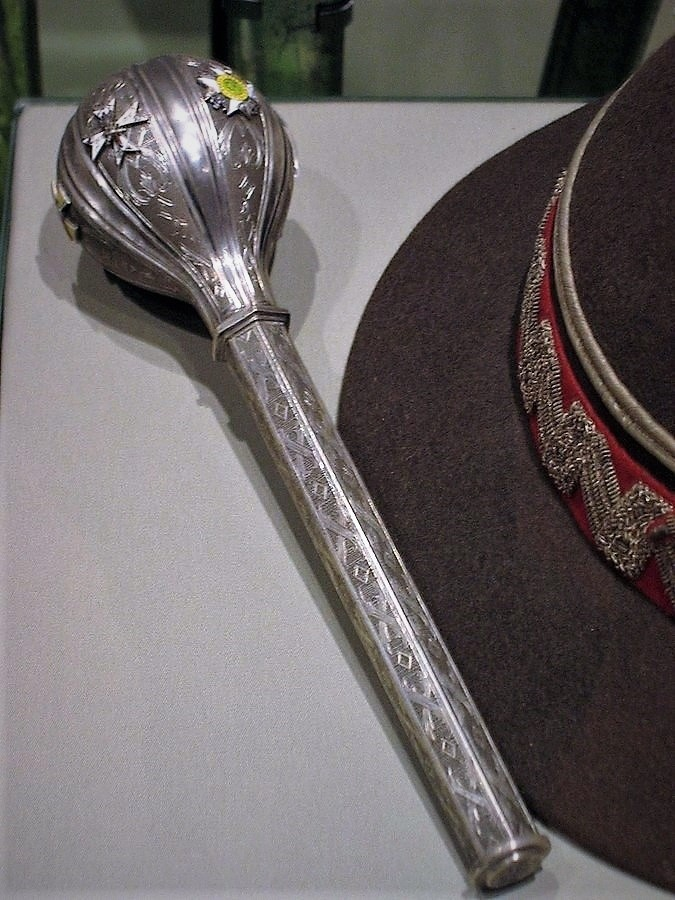
Булава Маршала Рыдз-Смиглы (Музей Войска Польского, Варшава)

За всю историю это звание было присвоено шесть раз, в том числе два раза — иностранным гражданам.
В настоящее время нет ни одного человека, носящего это звание, так как оно присваивается военачальникам за особые заслуги в период войны.

## Список Маршалов Польши
| No. | Изображение | Имя (годы жизни)                    | Присвоение звания | Информация |
| --- | ----------- | ----------------------------------- | ----------------- | --- |
| 1   |             | Юзеф Пилсудский (1867–1935)         | 19 марта 1920     | Первый Маршал Польши |
| 2   |             | Фердинанд Фош (1851–1929)           | 13 апреля 1923    | Французский генерал, который был верховным главнокомандующим союзников во время Первой мировой войны, также имел звания маршала Франции и почетного фельдмаршала Великобритании. |
| 3   |             | Эдвард Рыдз-Смиглы (1886–1941)      | 10 ноября 1936    | Был маршалом до Второй мировой войны. Сыграл важную роль во время вторжения в Польшу.                                                                                            |
| 4   |             | Михал Роля-Жимерский (1890–1989)    | 3 мая 1945        | Первый маршал Польской Народной Республики. |
| 5   |             | Константин Рокоссовский (1896–1968) | 5 ноября 1949     | Также имел звание Маршала Советского Союза. |
| 6   |             | Мариан Спыхальский (1906–1980)      | 7 октября 1963    | |

Генерал армии Войцех Ярузельский дважды отказался от предложения присвоить ему это воинское звание.

## Знаки отличия
- Маршальская булава (символический знак власти).
- Генеральская змея и две скрещенные булавы на погонах и на околыше фуражки.
- Два галуна по краю фуражки (серебряные полосы шириной 6 мм на околыше, как у старших офицеров).
- Орлы и две скрещенные булавы на воротах форменных кителей и шинелей.
- Маршальский вымпел на автомашинах (две булавы с золотой генеральской змеёй).